# Maurice Boucher
Pour les articles homonymes, voir Maurice Boucher (germaniste) et Boucher.
Maurice Boucher, dit Mom, né le 21 juin 1953 à Causapscal (Québec) et mort le 10 juillet 2022 à Sainte-Anne-des-Plaines (Québec), est un criminel canadien, chef des Nomads, chapitre québécois des Hells Angels, groupe de motards criminalisés.
Après avoir connu une certaine gloire au Québec pendant les années 1990, il est rejeté à la suite des révélations de certaines de ses activités criminelles. Il purgea une peine de prison à vie de 2002 jusqu'à sa mort.

## Biographie

### Jeunesse
Né le 21 juin 1953 à Causapscal, au Bas-Saint-Laurent, Maurice Boucher s'installe à l'âge de 2 ans avec sa famille dans un modeste appartement de l'arrondissement de Mercier-Hochelaga-Maisonneuve, à Montréal. Il a sept frères et sœurs. Son père, Albert Boucher (1926-2006), est travailleur de la construction tandis que sa mère, Claire Boily (1935-2009), s'occupe des huit enfants en tant que femme au foyer. La famille est très pauvre et Albert Boucher, décrit comme un homme sévère qui impose une discipline de fer, est un alcoolique qui bat fréquemment sa femme et ses enfants. À l'école, Maurice Boucher est un élève peu attentif et il décroche en secondaire 3. Il fait par la suite de petits travaux manuels.  

### Carrière criminelle
En 1973, à 19 ans, il commet son premier crime en volant 200 $ CAN d'un dépanneur, mais évite la prison. En juillet 1974, Boucher obtient un certificat qui lui permet de travailler dans les chantiers de construction, mais il ne reste qu'une semaine avant d'être congédié dû à sa très forte consommation d'alcool et de drogues. Peu satisfait de ses revenus et voulant avoir toujours suffisamment d'argent pour consommer de la drogue, Boucher se tourne définitivement vers le crime. Le 5 novembre 1974, il fait un hold-up dans une épicerie d'Hochelaga-Maisonneuve afin de voler vingt-trois paquets de cigarettes, mais il est arrêté par la police alors qu'il sortait du commerce en possession des paquets volés. 
En 1976, à la suite d'un vol à main armée, il est emprisonné pour 40 mois. En 1984, il se retrouve encore derrière les barreaux, mais cette fois pour assaut sexuel avec arme sur une adolescente de 16 ans.
Faisant partie d'un groupe de motards de Montréal, les SS, il décide de s'engager dans les Hells Angels à la suite de la dissolution du premier groupe. En 1987, il devient membre à part entière du groupe, quelques jours après le meurtre de Martin Huneault, chef d'un autre groupe de motards criminalisés, les Death Riders.
Trois ans plus tard, il est le chef du chapitre montréalais de ce gang redouté au Canada, car impliqué dans le trafic de la cocaïne et faisant régulièrement appel au meurtre pour faire avancer sa cause. 
Cependant, cela ne suffit pas à Boucher. Il est gourmand et veut s'emparer du territoire des Rock Machine, autre groupe de motards criminalisés sévissant à Montréal. C'est le début d'une guerre dans les rues de Montréal. En 2005, le décompte des morts est de 165 personnes en plus de 181 tentatives de meurtre.
Les polices du Québec surveillent les activités de Boucher et l'arrêtent en mars 1995. Pour port d'arme illégal, Boucher est condamné à six mois de prison, mais n'en fait que quatre. 
En juin 1995, Boucher et huit lieutenants forment un nouveau chapitre des Hells Angels appelé les Nomads. Le but de celui-ci est de s'emparer du lucratif marché ontarien. Toujours la même année, à la suite d'une conversation téléphonique sur écoute, il est accusé d'avoir ordonné un meurtre. Boucher se rend de lui-même à la police mais, lors du procès, les avocats de la couronne ne parviennent pas à prouver que Boucher est un danger pour la société. Il est libéré, ce qui lui vaut une certaine popularité au Québec.

### Premier procès
Le 18 décembre 1997 vers 20h, il est arrêté à l'hôpital Notre-Dame de Montréal. Il doit y subir le lendemain une opération pour une tumeur à la gorge. L'arrestation a lieu dans le cadre de l'enquête sur les meurtres de deux gardiens de prison, Diane Lavigne et Pierre Rondeau. Il est ensuite conduit à la Cour municipale de Montréal pour une comparution dans une salle d'audience sécurisée. Le même jour, la police perquisitionne sa résidence de Contrecœur et saisit son agenda de 1997. Les enquêteurs y trouvent des réunions avec le chapitre des Nomads peu avant les homicides des deux gardiens. Le 27 novembre 1998, après deux jours de délibérations, le jury composé de six femmes et six hommes déclare Boucher non coupable. Durant le procès, la défense met en cause la crédibilité du témoin principal de la poursuite et délateur, Stéphane « Godasse » Gagné. Le juge avertit les jurés qu'aucun élément de preuve ne corrobore son témoignage et met en doute sa fiabilité.
À titre anecdotique, sa présence lors d'un combat de boxe auquel il assiste un soir pour célébrer son acquittement sera soulignée par les organisateurs et la foule l'applaudira.Par contre, selon la série docu-fiction L'Appel, les spectateurs auraient applaudi en voyant, sur l'écran géant de l'aréna de boxe, Stéphane Ouellet s'échauffer et non pas parce que Mom Boucher était présent.

### Deuxième procès
En octobre 2000, la Cour d'appel du Québec rejette les conclusions du tribunal qui avait jugé Boucher en 1998. En conséquence, un nouveau procès est mené sur de nouvelles bases. Après l'Opération Printemps 2001 menée par l'escouade Carcajou, Boucher est accusé de 13 nouveaux meurtres, tout comme de trafic de drogue et de gangstérisme. 
Le 5 mai 2002, après 11 jours de délibérations, le jury trouve Boucher coupable de différents chefs d'accusation, dont les meurtres des deux gardiens de prison. Il est emprisonné à vie, avec une période de sécurité de 25 ans.

### Crime derrière les barreaux
Le 11 mai 2018, l'ancien numéro 1 des Hells Angels, Maurice « Mom » Boucher, est condamné à 10 ans de détention après avoir plaidé coupable à l'accusation de complot, pour avoir tenté de tuer le caïd de la mafia Raynald Desjardins. Sa fille, qui était accusée pour les mêmes raisons, est acquittée. Les deux dossiers ont été traités par le juge Éric Downs, de la Cour supérieure du Québec. La peine imposée à M. Boucher est symbolique, dans la mesure où elle sera concurrente à celles de prison à perpétuité dont il a écopé pour les meurtres de deux gardiens de prison à la fin des années 1990. De plus, le juge Downs a souligné l'absence de facteurs atténuants, qui auraient pu jouer en faveur de Maurice Boucher. Il a également émis de sérieux doutes quant à la possibilité d'une réhabilitation de l'accusé. Enfin, une libération conditionnelle serait peu probable, selon l'avocat-criminaliste Richard Dubé.
Quant à sa fille, Alexandra Mongeau (elle porte le nom de sa mère), qui a été acquittée dans ce dossier, elle a plaidé coupable à un chef de possession d'une somme de plus de 5000 $ provenant des fruits de la criminalité et a été condamnée pour cette affaire à 21 mois de prison à purger dans la collectivité. Elle et son père avaient été arrêtés en novembre 2015 lors d'une vaste opération policière contre le crime organisé,.
En 2025, Alexandra Mongeau livre un rare témoignage sur la relation qu'elle avait avec son père dans le cadre de l'émission Famille de criminel sur la chaîne Illico+.
Maurice meurt le 10 juillet 2022 à l'âge de 69 ans, en prison, d'un cancer de la gorge.

## Culture populaire
En septembre 2005, Normand Lester et Guy Ouellette ont publié une biographie intitulée Mom qui décrit son ascension.
En novembre 2011, le cinéaste Danic Champoux présente son film Mom et moi aux Rencontres internationales du documentaire de Montréal. Il s'agit d'un documentaire principalement composé de dessins animés qui illustrent l'admiration qu'éprouvait, lorsqu'il était enfant, le réalisateur envers l'organisation des Hells Angels et de son leader. Le tout est entrecoupé d'entrevues avec des gens qui ont côtoyé Mom, ainsi qu'avec des spécialistes du monde judiciaire qui relatent les événements marquants de la vie du criminel,.